# Батальон имени Хамзата Гелаева
Чеченский миротворческий батальон имени Хамзата Гелаева (укр. Чеченський миротворчий батальйон імені Хамзата Гелаєва) — батальон чеченских добровольцев, воюющий против российский войск на стороне Вооружённых сил Украины. Основан в 2022 году и носит название в честь чеченского военного деятеля Руслана (Хамзата) Гелаева.

## История
Батальон сформирован в 2022 году во время полномасштабного вторжения России на Украину и назван в честь одного из лидеров Ичкерии Руслана Гелаева. 
В нём числятся бывшие соратники Руслана (Хамзата) Гелаева, ветераны чеченских войн и добровольцы-новобранцы из чеченской диаспоры Европы. Первая информация о нём появилась в украинских и российских СМИ в июле 2022 года.
В конце июля 2022 года на пресс-конференции в Киеве, посвёщенной событиям на Украине, Ахмед Закаев сообщил о том, что ему стало известно, что кроме батальона ОБОН ВС ЧРИ, батальона имени Шейха Мансура, батальона имени Джохара Дудаева и батальона «Безумная стая» на Украине действует ещё один чеченский отряд имени Гелаева. Включён в состав иностранного легиона обороны Украины.